# Alex Telles
Alex Nicolao Telles (ur. 15 grudnia 1992 w Caxias do Sul) – brazylijski piłkarz, występujący na pozycji obrońcy w reprezentacji Brazylii. Uczestnik Mistrzostw Świata 2022.

## Kariera klubowa
Telles urodził się w Caxias do Sul, brazylijskim mieście, w stanie Rio Grande do Sul. W wieku 8 lat, Alex zaczął grać w piłkę na podwórku z dziećmi z okolicy, zaś później zapisał się do akademii młodzieżowej EC Juventude, gdzie rozpocznyał swoją profesjonalną piłkarską karierę. W pierwszej drużynie zadebiutował 24 stycznia 2011 roku w spotkaniu przeciwko São José. Swojego pierwszego gola zdobył 20 sierpnia, w zremisowanym spotkaniu 1:1 z Cruzeiro EC.
W grudniu 2013 roku przeniósł się do Grêmio za sumę 380 tysięcy euro. W Porto Alegre zadebiutował 3 lutego przeciwko SC Internacional. W najwyższej lidze brazylijskiej zadebiutował 26 maja w zwycięskim 3:0 meczu z Náutico Recife.
22 stycznia 2014 roku został zakupiony do tureckiego Galatasaray SK za sumę 6,2 mln euro. Na przenosiny Brazylijczyka nad Bosfor bardzo nalegał trener Roberto Mancini. Dwa tygodnie później Alex zadebiutował w Süper Lig. W swoim pierwszym sezonie Alex zaliczył 13 występów i strzelił 1 bramkę. Ponadto zespół z nim w składzie wywalczył puchar Turcji ogrywając w finale 1:0 Eskişehirspor.
5 października 2020 roku podpisał czteroletni kontrakt z opcją przedłużenia o kolejny rok z Manchesterem United. W nowym klubie zadebiutował 20 października 2020 roku w wygranym 1:2 meczu przeciwko Paris Saint-Germain, w 67 minucie spotkania został zmieniony przez Paula Pogbę. Pierwszą bramkę dla Manchesteru United strzelił z woleja  29 września 2021 roku w wygranym 2:1 meczu przeciwko Villarreal.
4 sierpnia 2022 roku został wypożyczony do Sevilli.
23 lipca 2023 roku podpisał kontrakt z Al-Nassr.

## Statystyki kariery

### Klubowe
(aktualne na dzień 23 sierpnia 2023)
| Klub                  | Sezon              | Liga                      | Liga  | Liga   | Puchar krajowy | Puchar krajowy | Puchar ligi | Puchar ligi | Kontynentalne | Kontynentalne | Inne  | Inne   | Suma  | Suma   |
| Klub                  | Sezon              | Liga                      | Mecze | Bramki | Mecze          | Bramki         | Mecze       | Bramki      | Mecze         | Bramki        | Mecze | Bramki | Mecze | Bramki |
| --------------------- | ------------------ | ------------------------- | ----- | ------ | -------------- | -------------- | ----------- | ----------- | ------------- | ------------- | ----- | ------ | ----- | ------ |
| EC Juventude          | 2011               | Série D                   | 4     | 1      | 0              | 0              | –           | –           | –             | –             | 11    | 0      | 16    | 1      |
| EC Juventude          | 2012               | Série D                   | 9     | 1      | 2              | 0              | –           | –           | –             | –             | 4     | 0      | 25    | 1      |
| Grêmio                | 2013               | Série A                   | 36    | 1      | 6              | 0              | –           | –           | 3             | 0             | 6     | 0      | 51    | 1      |
| Galatasaray SK        | 2013/14            | Süper Lig                 | 15    | 1      | 4              | 0              | –           | –           | 2             | 0             | –     | –      | 21    | 1      |
| Galatasaray SK        | 2014/15            | Süper Lig                 | 22    | 1      | 8              | 0              | –           | –           | 5             | 0             | 1     | 0      | 36    | 1      |
| Galatasaray SK        | 2015/16            | Süper Lig                 | 2     | 0      | 0              | 0              | –           | –           | 0             | 0             | 1     | 0      | 3     | 0      |
| Inter Mediolan (wyp.) | 2015/16            | Serie A                   | 21    | 0      | 1              | 0              | –           | –           | –             | –             | –     | –      | 22    | 0      |
| FC Porto              | 2016/17            | Primeira Liga             | 32    | 1      | 2              | 0              | 2           | 0           | 9             | 0             | –     | –      | 45    | 1      |
| FC Porto              | 2017/18            | Primeira Liga             | 30    | 3      | 5              | 0              | 3           | 0           | 7             | 1             | –     | –      | 45    | 4      |
| FC Porto              | 2018/19            | Primeira Liga             | 33    | 4      | 5              | 1              | 4           | 0           | 10            | 1             | 1     | 0      | 53    | 6      |
| FC Porto              | 2019/20            | Primeira Liga             | 31    | 11     | 5              | 1              | 3           | 1           | 10            | 0             | –     | –      | 49    | 13     |
| FC Porto              | 2020/21            | Primeira Liga             | 3     | 2      | 0              | 0              | 0           | 0           | 0             | 0             | –     | –      | 3     | 2      |
| Manchester United     | 2020/21            | Premier League            | 9     | 0      | 3              | 0              | 1           | 0           | 11            | 0             | –     | –      | 24    | 0      |
| Manchester United     | 2021/22            | Premier League            | 21    | 0      | 0              | 0              | 1           | 0           | 4             | 1             | –     | –      | 26    | 1      |
| Sevilla FC (wyp.)     | 2022/23            | Primera División          | 27    | 0      | 0              | 0              | –           | –           | 11            | 0             | –     | –      | 38    | 0      |
| Al-Nassr              | 2023/24            | Saudi Professional League | 0     | 0      | 0              | 0              | –           | –           | 0             | 0             | 6     | 0      | 6     | 0      |
| Ogólnie w karierze    | Ogólnie w karierze | Ogólnie w karierze        | 295   | 26     | 41             | 2              | 14          | 1           | 72            | 3             | 30    | 0      | 452   | 32     |

## Sukcesy

### Juventude
- Copa FGF: 2011, 2012

### Galatasaray
- Mistrzostwo Turcji: 2014/15
- Puchar Turcji: 2013/14, 2014/15
- Superpuchar Turcji: 2015

### FC Porto
- Mistrzostwo Portugalii: 2017/18, 2019/20
- Puchar Portugalii: 2019/20
- Superpuchar Portugalii: 2018

### Sevilla FC
- Liga Europy: 2022/23

### Indywidualne
- Drużyna roku Primeira Liga: 2017/18, 2018/19, 2019/20